# Jean Arnolds

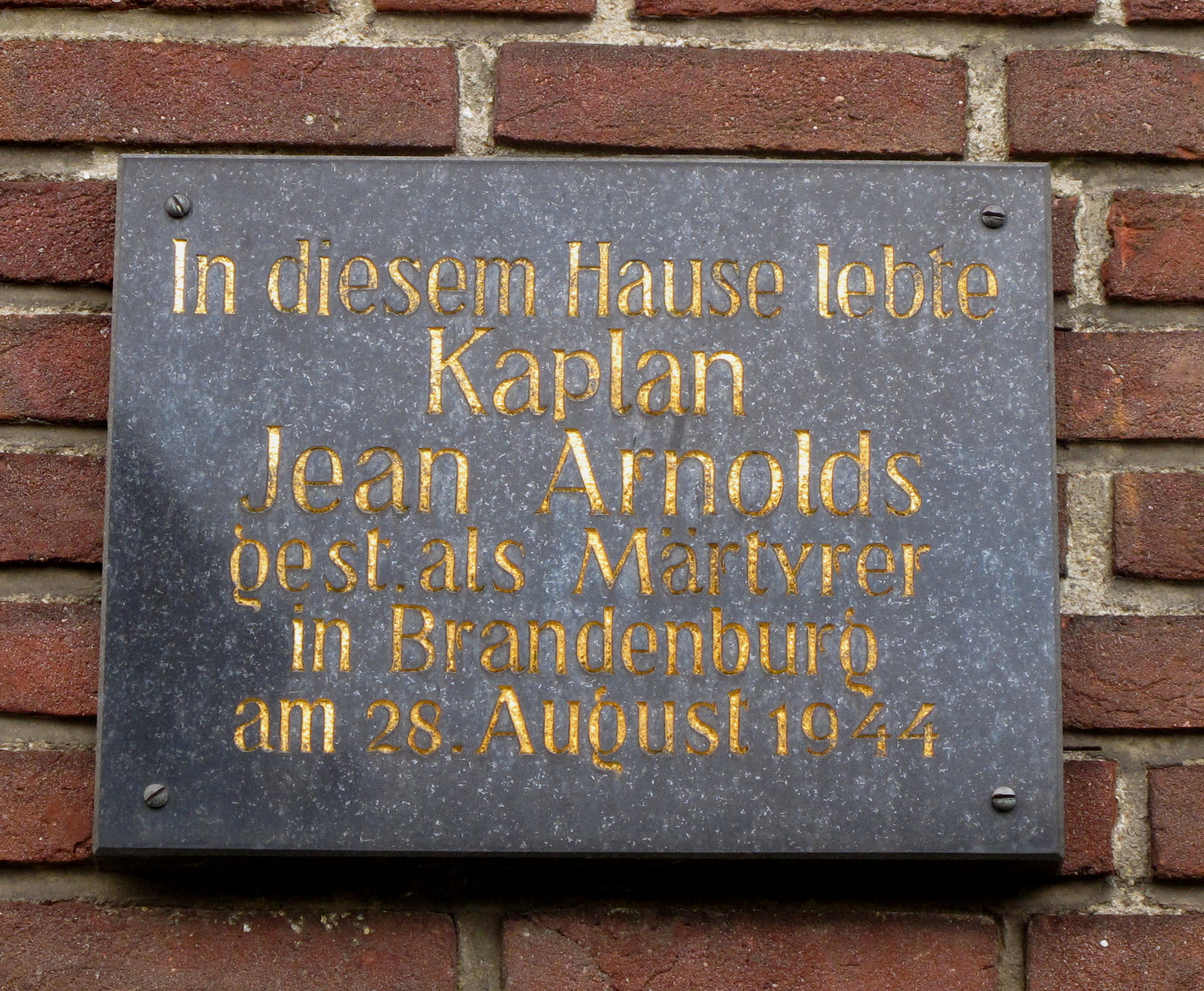
Gedenktafel an der ehemaligen Kaplanei in Eupen

Jean Arnolds (* 7. März 1904 in Baelen; † 28. August 1944 in Brandenburg-Görden) war ein belgischer katholischer Geistlicher und wurde im Zuchthaus Brandenburg hingerichtet.

## Leben
Jean (Johann) Mathieu Joseph Arnolds besuchte die Grundschule in Welkenraedt und die Sekundarschule des Institut Saint-Roch in Theux. Er studierte katholische Theologie am Priesterseminar in Lüttich und wurde am 1. Juli 1928 von Bischof Louis-Joseph Kerkhofs zum Priester geweiht. Seine ersten Anstellungen fand er zunächst als Geschichtslehrer am Collège Patronné (heute Pater-Damian-Sekundarschule) in Eupen und anschließend als Kaplan an der dortigen Pfarre Sankt Nikolaus. Nach 1933 geriet er ins Visier der nationalsozialistisch geprägten Heimattreuen Front. Mit Beginn des deutschen Angriffs auf Belgien am 10. Mai 1940 wurde Arnolds als Sanitäter zum Militärdienst eingezogen und geriet bereits nach wenigen Tagen in deutsche Kriegsgefangenschaft.

## Verhaftung und Tod
Nach seiner Rückkehr trat er eine Kaplansstelle in dem kleinen Ort Montzen an, der im Mai 1940 zusammen mit neun anderen Gemeinden (den Plattdeutschen Gemeinden) stillschweigend vom Deutschen Reich annektiert worden war und deshalb seit dem 24. Juni 1940 unter Verwaltung des Bistums Aachen stand. In Montzen fiel Arnolds sehr bald der Gestapo auf, weil er nicht nur – verbotenerweise – kirchliche Jugendarbeit betrieb, sondern sich auch als Fluchthelfer für Kriegsgefangene betätigte. Neben anderen wurde auch seine Montzener Adresse in den Kriegsgefangenenlagern bis hin nach Ostpreußen von Mund zu Mund weitergegeben.
Am 22. Juni 1943 brachten ihn zwei Gestapobeamte nach Aachen, wo er im dortigen Gefängnis für zehn Monate in Einzelhaft blieb. Gemeinsam mit seinem Vater machte man ihm am 27. April 1944 in Berlin vor dem Volksgerichtshof den Prozess. Der Vater wurde zu zwei Jahren Gefängnis verurteilt, über Jean Arnolds selbst verhängte der 4. Senat des Volksgerichtshofes wegen „Feindbegünstigung“ die Todesstrafe. In der Urteilsbegründung hieß es: „Der Verurteilte hat als Kaplan in Montzen 1941/42 fortgesetzt entwichenen Kriegsgefangenen dadurch zur Flucht verholfen, dass er ihnen in der Kirche und in der Dienstwohnung Unterkunft gewährte, ihnen noch zum Teil Geld gab und ihnen den Weg zur Grenze beschrieb.“ Drei Gnadengesuche des Verurteilten blieben erfolglos, Mitte August 1944 ordnete Reichsjustizminister Otto Georg Thierack die Vollstreckung des Todesurteils an. Weitere Gnadengesuche des Erzbischofs von Mecheln, Jozef-Ernest Kardinal Van Roey, des Bischofs von Lüttich, Louis-Joseph Kerkhofs, verfehlten genauso ihre Wirkung wie ein Gnadengesuch des Bischofs von Aachen, Johannes Joseph van der Velden, mit dem er sich direkt an Adolf Hitler wandte.
Am 28. August 1944 wurde Jean Arnolds im Zuchthaus Brandenburg mit dem Fallbeil hingerichtet.

## Ehrungen
Die katholische Kirche hat Kaplan Jean Arnolds im Jahr 1999 als Glaubenszeugen in das deutsche Martyrologium des 20. Jahrhunderts aufgenommen.
Die Stadt Eupen benannte eine Straße nach ihm, die Kaplan-Arnolds-Straße. Die Gemeinde Bleyberg widmete ihm ebenfalls eine Straße, die rue Vicaire Jean Arnolds in Montzen.